# Valvola uretrale anteriore di Guérin
La valvola di Guérin, chiamata anche valvola uretrale, valvola uretrale anteriore o setto dell'uretra anteriore è una valvola o piega presente nella fossa navicolare dell'uretra. Si tratta di un cospicuo ripiegamento della mucosa costituito da alcune creste uretrali fuse insieme, e ha la funzione di separare la fossa centrale dal profondo recesso noto come diverticolo uretrale (o Lacuna magna nell'uomo). Attraverso questo setto le ghiandole uretrali riversano nell'uretra navicolare un secreto lubrificante e fortemente antimicrobico, che protegge e sfiamma l'uretra maschile.
Poiché i ruminanti possiedono molteplici diverticoli uretrali ramificati, il numero delle loro valvole anteriori può variare da due (nei bovini) a quattro (negli equini).

## Nomi e classificazione

### Nomi
La valvola di Guérin viene anche chiamata valvola uretrale, valvola uretrale anteriore, valvola dell'uretra anteriore, valvola dell'uretra distale, valvola della fossa navicolare, valvola della fossa uretrale, piega uretrale, ripiegamento uretrale, setto uretrale o setto dell'uretra anteriore.

### Eponimo
Il nome di questa lacuna è un eponimo dell'anatomista francese Alphonse Guérin.

### Classificazione
La valvola di Guérin è il risultato della fusione di alcune creste uretrali dell'uretra navicolare distale; nel complesso appartiene alle valvole uretrali, ovvero pieghe fisiologiche della mucosa di forma solitamente semilunare o semidiscale. Viene classificata come valvola uretrale anteriore per distinguerla dalle valvole uretrali posteriori: piccoli ripiegamenti a livello del collicolo seminale, nell'uretra prostatica mediana.

## Origine
L'origine della valvola uretrale di Guérin è contestata, ma studi recenti evidenziano che possa derivare (come l'intera fossa navicolare) da un'infiltrazione di cellule endoteliali nella placca uretrale (o lastra uretrale): una porzione della parte fallica del seno urogenitale, che genera diversi elementi dell'uretra maschile. La struttura e l'entità di questa valvola uretrale dipendono dallo sviluppo della fossa stessa: se è completo, il seno uretrale di Guérin assume dimensioni notevoli ed è perfettamente separato dalla fossa centrale dalla valvola di Guérin. In caso di sviluppo incompleto, solo una parte del seno e della valvola anteriore si formano in modo definito, risultando in una separazione solamente parziale.

## Anatomia

### Forma e dimensioni
Sia la forma sia le dimensioni della valvola uretrale anteriore sono fortemente incostanti, variando in modo netto da un individuo all'altro. Inoltre, solo il 30% dei neonati presenta una valvola apprezzabile alla nascita, mentre negli altri la piega è solo parziale e si sviluppa in modo consistente con la crescita; talvolta può apparire in modo chiaro solo con l'adolescenza.
La forma di questa valvola è solitamente semilunare o a V, poiché la Lacuna magna tende a terminare con una sezione triangolare in direzione anticaudale. Tuttavia, in alcuni casi può assumere una foggia dai contorni più dolci, semicircolare o ad U.
Le dimensioni di questo setto sono fortemente incostanti, poiché molto variabile è la natura del diverticolo uretrale di Guérin, cui è direttamente connessa. In linea di massima, il diametro del diverticolo varia tra 4 mm e 22 mm: di conseguenza oscilla la lunghezza della valvola anteriore, che è infatti situata perpendicolarmente alla Lacuna magna. Lo spessore della valvola è invece notevolmente più sottile, variando in genere tra 2 mm e 5 mm.

### Collocazione
La valvola di Guérin è collocata perpendicolarmente alla Lacuna magna, in modo tale che il suo lato coincide con l'apice (cioè la punta) della lacuna stessa.

### Descrizione
L'uretra maschile è circondata da un complesso fortemente ramificato e labirintico di ghiandole uretrali e periuretrali, appartenenti ad innumerevoli tipologie. L'uretra lacunosa, in particolare, è avvolta dalle suddette ghiandole fino a formare una complicata struttura simile ad un corallo, inclusa nel corpo spugnoso dell'uretra e nota come corpo glandulare o zona dei dotti parauretrali; tra i dotti più importanti, vi sono quelli delle ghiandole di Littré e di Guérin. Queste ghiandole riversano nell'uretra le proprie secrezioni, con funzione lubrificante, antinfiammatoria, fortemente antimicrobica e protettiva per il pavimento uretrale; svolgono inoltre un importante ruolo nella produzione del liquido preseminale. Gli orifizi dei dotti parauretrali formano delle cavità circolari nella parete uretrale, di dimensione variabile, chiamate lacune o cripte uretrali di Morgagni; la più importante di queste è un profondo diverticolo composito, chiamato appunto Lacuna magna.
Quando le ghiandole che costituiscono la Lacuna magna emettono il proprio secreto, questo supera la valvola di Guérin e sfocia nella sezione più distale della fossa navicolare, presso il vestibolo dell'uretra, per essere poi espulso dal meato uretrale esterno.

#### Creste uretrali
La valvola uretrale anteriore è il risultato della composizione di alcune creste uretrali: pliche mucose dell'uretra (più piccole man mano che si prosegue in direzione anticaudale), di forma allungata, che decorrono parallelamente l'una all'altra. La peculiarità di alcune di queste creste è che la loro direzione è talora perpendicolare al decorso del canale uretrale, mentre quasi tutte le altre scorrono parallelamente al pavimento inferiore. In linea di massima, la valvola di Guérin è costituita da una decina di creste fuse insieme (a tal punto da apparire pressoché indistinguibili durante un normale esame endoscopico); il numero delle creste coinvolte può in realtà variare sensibilmente, oscillando da 5 a 20.

#### Dotti uretrali
Le creste uretrali che compongono la valvola di Guérin possono contenere od essere associate a ghiandole uretrali e periuretrali. In linea di massima, tuttavia, quasi tutti i dotti uretrali ricevuti dalla valvola provengono dalla circostante mucosa uretrale e dalla Lacuna magna.

## Negli altri mammiferi
Gran parte dei mammiferi presenta una valvola uretrale anteriore paragonabile a quella umana. Nei roditori, ad esempio, la sua struttura è fortemente simile a quella dell'uomo. Si segnalano, tuttavia, alcuni casi peculiari, in particolare i ruminanti.

### Nei ruminanti
Nei ruminanti, il diverticolo uretrale si presenta con una forma particolare: è infatti una struttura ramificata, costituita da recessi multipli in genere separati tra loro. Di norma, ciascun recesso possiede la propria valvola di Guérin, di forma spesso semilunare e anatomia affine a quella umana. Di seguito si segnalano alcuni esempi emblematici:
- Il diverticolo uretrale dei bovini è costituito da due recessi paralleli, situati agli antipodi della fossa navicolare ed entro la fossa del prepuzio. Ciascun diverticolo possiede la propria valvola di Guérin, di forma semilunare, che lo separa dal proprio sbocco nella fossa navicolare.[50][51][52]
- Gli equini presentano un seno uretrale ramificato e molto complesso, costituito da due diverticoli minori (agli antipodi della fossa navicolare, a forma di uncino) e due diverticoli maggiori (agli estremi della fossa prepuziale, allungati e tubulari). Ciascun recesso possiede la propria valvola di Guérin, per un totale di quattro unità; chiaramente, le valvole associate ai seni minori sono sensibilmente più piccole di quelle dei seni maggiori, pur mantenendo la stessa forma a semiluna.[53][11]

## Clinica

### Patologie
La valvola uretrale inferiore può essere colpita da alcuni processi patologici, in particolare: 
- Infezione (uretrite e periuretrite) e infiammazione.[54][55][56][57]
- Stenosi uretrale o valvola uretrale patologica: restringimento anomalo del lume uretrale dovuto ad un anello (o cilindro, se allungato) di tessuto cicatriziale; è causato in genere da lesioni iatrogene, tra i più comuni problemi dell'uretra maschile.[58][59][60]
- Raramente, è possibile osservare fenomeni neoplastici.[61][62][63][64]

#### Catetere
La presenza di un catetere nel maschio può limitare o impedire il naturale drenaggio del secreto delle ghiandole parauretrali, con il rischio di provocare infezioni (uretriti) che possono eventualmente ascendere attraverso i dotti parauretrali, fino ad infiammare le ghiandole stesse. Viene inoltre limitato fortemente l'apporto del fattore antimicrobico uretrale e delle sostanze protettive, con il rischio di lasciare l'epitelio uretrale scoperto verso fenomeni infettivi o infiammatori. Questo fenomeno coinvolge in modo particolare le lacune di Morgagni, poiché costituiscono l'orifizio dei dotti uretrali e di conseguenza possono essere ostruite dalla presenza di un corpo estraneo.

#### Sintomatologia
I sintomi più comuni delle patologie che coinvolgono le valvole uretrali sono minzione dolorosa e difficoltosa (disuria, stranguria), dolore o bruciore uretrale (uretrodinia) perdite di sangue vivo uretrale (uretrorragia), sangue nell'urina (ematuria) o nell'eiaculato (emospermia). Possono essere presenti anche altri sintomi, quali secrezioni anomale dall'uretra (uretrorrea), piuria, frequenza o urgenza urinaria e tenesmo vescicale. In caso di notevole ingrossamento delle ghiandole o dei dotti uretrali, può insorgere ritenzione urinaria acuta (con totale impossibilità di svuotamento della vescica) oppure cronica.

### Eccessivo sviluppo della valvola di Guérin
A differenza di quanto accade per il seno uretrale, è molto raro che la valvola anteriore si sviluppi in modo tale da portare a disturbi urologici o in generale conseguenze. Risulta invece molto più facile la formazione di una stenosi uretrale o una valvola uretrale patologica. Nei rarissimi casi in cui la valvola di Guérin assume dimensioni eccessive, può portare a sintomi urologici di entità lieve o media, che includono:
- Minzione dolorosa (alguria, stranguria)
- Dolore e bruciore uretrale (uretrodinia, uretralgia)
- Perdite di sangue vivo dall'uretra (uretrorragia) o coaguli
- Sangue nell'urina (ematuria) e nell'eiaculato (emospermia)
- Sgocciolamento (dribbling post-minzionale)

In caso di formazione di stenosi o valvola uretrale, può insorgere difficoltà minzionale (disuria) e ritenzione urinaria.